# Omeleaniv, Kozeleț
Omeleaniv (în ucraineană Омелянів) este localitatea de reședință a comunei Omeleaniv din raionul Kozeleț, regiunea Cernihiv, Ucraina.

## Demografie
Componența lingvistică a localității Omeleaniv
     Ucraineană (96,58%)
     Rusă (3,42%)
Conform recensământului din 2001, majoritatea populației localității Omeleaniv era vorbitoare de ucraineană (96,58%), existând în minoritate și vorbitori de rusă (3,42%).